# Iki
Iki (Japans: 壱岐市, Iki-shi) is een Japanse stad in de prefectuur Nagasaki. In 2014 telde de stad 27.456 inwoners. 

## Geschiedenis
Op 1 maart 2004 werd Iki benoemd tot stad (shi). Dit gebeurde na het samenvoegen van de gemeenten Ashibe, Gonoura, Ishida en Katsumoto.

## Partnersteden
- Suwa, Japan sinds 1994

Steden:
Goto · Hirado · Iki · Isahaya · Matsuura · Minamishimabara · Nagasaki (hoofdstad) · Omura · Saikai · Sasebo · Shimabara · Tsushima · Unzen

Districten:
Nishisonogi · Kitamatsuura · Minamimatsura · Higashisonogi

Gemeenten per district